# Elżbieta Gorzycka
Elżbieta Gorzycka (ur. 30 kwietnia 1939 w Warszawie, zm. 13 listopada 2017 w Toruniu) – polska aktorka filmowa, telewizyjna i teatralna.
W 1962 ukończyła studia na wydziale aktorskim Państwowej Wyższej Szkoły Filmowej, Telewizyjnej i Teatralnej w Łodzi.
Pochowana na cmentarzu św. Jerzego przy ul. Gałczyńskiego w Toruniu.

## Filmografia
| Rok  | Tytuł filmu                 | Rola                                          | Uwagi                     |
| ---- | --------------------------- | --------------------------------------------- | ------------------------- |
| 1962 | Jadą goście jadą...         | urzędniczka na poczcie                        |                           |
| 1965 | Sobótki                     | Helka, siostra Karola                         |                           |
| 1965 | Zawsze w niedziele          |                                               |                           |
| 1967 | Dramat na polowaniu         |                                               | Spektakl Teatru Telewizji |
| 1968 | Don Kichot                  |                                               | Spektakl Teatru Telewizji |
| 1969 | Speranza to znaczy nadzieja |                                               | Spektakl Teatru Telewizji |
| 1970 | Będę mówić tylko prawdę     |                                               | Spektakl Teatru Telewizji |
| 1971 | Czarna dama z sonetów       | Osoba z Prologu                               | Spektakl Teatru Telewizji |
| 1971 | Kardiogram                  | Wiesława Grzelak, pacjentka chora na gruźlicę |                           |
| 1971 | Ludzie bezdomni             | Judymowa                                      | Spektakl Teatru Telewizji |
| 1971 | Zaraza                      |                                               |                           |
| 1972 | Korzenie                    |                                               | Spektakl Teatru Telewizji |
| 1972 | W niewoli czasu             | Macocha                                       | Spektakl Teatru Telewizji |
| 1974 | Historia pewnej miłości     | Wacia, siostra Haliny                         |                           |
| 1974 | Talenty i wielbiciele       | Smielska                                      | Spektakl Teatru Telewizji |
| 1982 | Do góry nogami              | matka Karola                                  |                           |
| 1982 | Jeśli się odnajdziemy       | Walczakowa                                    |                           |
| 1983 | Obrona Ksantypy             | Sofrone                                       | Spektakl Teatru Telewizji |